# Księga Malachiasza
Księga proroka Malachiasza (hebr. מלאכי Malachi) – jedna z ksiąg Pisma Świętego, znajdująca się wśród ksiąg prorockich Starego Testamentu. W kanonie hebrajskim stanowiła część Księgi Dwunastu Proroków Mniejszych.
Malachiasz krytykuje ludzi za ich stosunek do Boga i za ich brak posłuszeństwa.

## Treść
Księga składa się z 6 dysput prowadzonych między Bogiem Jahwe, prorokiem i ludem  i dwuczęściowego epilogu, w którym Malachiasz wzywa do posłuszeństwa Prawu Mojżeszowemu i zapowiada ponowne przyjście Eliasza (3, 22-24). W tradycji chrześcijańskiej proroctwo mówiące o składaniu ofiary doskonałej (Ml 1, 11) interpretuje się jako zapowiedź Eucharystii.
- Miłość Boża do Izraela 1,1–5
- Bezwartościowe ofiary 1,6–2,9
- Niedotrzymane obietnice 2,10–16
- Sąd Boży 2,17–3,5
- Płacenie dziesięcin 3,6–12
- Boża obietnica miłosierdzia 3,13–4,6

## Czas i miejsce
Uważa się generalnie, że Malachiasz (dosłownie „poseł Jahwe”)działał około osiemdziesięciu lat po Aggeuszu i Zachariaszu, prawdopodobnie niedługo, zanim Nehemiasz został namiestnikiem Jerozolimy, około połowy V w. przed Chr.  Były to trudne czasy i ludzie zaczęli zaniedbywać przestrzeganie Bożego Prawa.

## Przesłanie
Malachiasz wierzył, że jedynym sposobem, aby zaznać Bożego błogosławieństwa, było dotrzymanie wierności Jego przykazaniom. Dużo czasu upłynęło, zanim wygnańcom, którzy powrócili do Jerozolimy, udało się wrócić do dawnego życia narodowego. Wraz z upływem czasu zaczęło im brakować animuszu. Lecz była to ich wina, gdyż więcej uwagi zwracali na własne inklinacje, niż na wolę Bożą. Prorok wzywał ich przeto do właściwego ustalenia priorytetów zachęcał obietnicą Bożego błogosławieństwa w przyszłości. Zapowiedział też usunięcie ze świata wszelkiego zła przy pomocy ognia, co jest jedynym w tej księdze nawiązaniem do czasów ostatecznych.